# Zac Sunderland

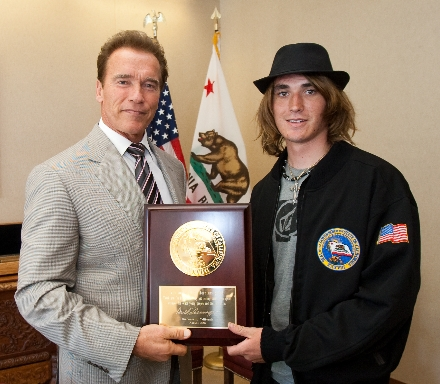
Zac Sunderland (rechts) und Arnold Schwarzenegger, am 17. August 2009.

Zac Sunderland (* 29. November 1991) ist ein US-amerikanischer Segler.
Er hatte für sechs Wochen den Weltrekord als jüngster Segler inne, der die Welt einhand umsegelt hat. Dafür legte er in seinem auf den Namen „Intrepid“ getauften Islander 36 in 13 Monaten ungefähr 45.000 Kilometer zurück. Er startete am 14. Juni 2008 in Kalifornien. Bei seiner Ankunft am 16. Juli 2009 war Zac Sunderland 17 Jahre und 230 Tage alt. Er ist der Bruder von Abby Sunderland.